# برناردو ألفيس
برناردو ألفيس (بالبرتغالية: Bernardo Alves‏) هو فارس ‏ برازيلي، ولد في 20 نوفمبر 1974 في بيلو هوريزونتي في البرازيل.

## وصلات خارجية
- برناردو ألفيس على موقع أوليمبيديا (الإنجليزية)